# Escoliose
Escoliose é uma condição médica em que a coluna vertebral da pessoa apresenta uma deformação lateral em forma de curva. A curva tem geralmente a forma de um "S" ou de um "C". Em alguns casos o grau de curvatura é estável, enquanto em outros vai aumentando progressivamente com os anos. A escoliose ligeira geralmente não causa problemas, enquanto os casos mais graves podem interferir com a respiração. Geralmente não existe dor.
Desconhece-se a causa exata da maior parte dos casos, mas acredita-se que envolva uma combinação de fatores genéticos e ambientais. O fator de risco mais comum são antecedentes familiares. Pode também ocorrer na sequência de outras condições como espasmos musculares, paralisia cerebral, síndrome de Marfan e tumores como neurofibromatose. O diagnóstico é confirmado com radiografia às costas. A escoliose pode ser classificada como estrutural, em que a curvatura é fixa, ou funcional, em que a estrutura da coluna é normal, mas aparenta ser curvada devido a outra condição, como diferença no comprimento das pernas ou espasmos musculares.
O tratamento depende do grau, localização e causa da curvatura. As curvaturas de menor grau podem simplesmente ser observadas periodicamente. O tratamento pode consistir em coletes ortopédicos, como o colete de Milwaukee, ou cirurgia. O corpete deve ser ajustado à pessoa e usado diariamente até que a progressão da doença seja interrompida. Não há evidências científicas que apoiem a eficácia da manipulação quiroprática, suplementos dietéticos ou exercício na prevenção da progressão da doença. No entanto, o exercício físico é ainda assim recomendado devido aos seus outros benefícios para a saúde.
A escoliose afeta cerca de 3% da população. O seu aparecimento é mais comum entre os 10 e 20 anos de idade. Os casos mais graves são mais comuns entre as mulheres. O termo tem origem no grego σκολίωσις (skoliosis), que significa "curvatura".

## Sinais e sintomas
A escoliose é uma curvatura lateral da coluna vertebral superior a 10° (ângulo de Cobb) relativamente ao plano coronal, compensada por uma outra curvatura, de modo a que a cabeça ocupe o plano médio sagital . Por vezes, esta curvatura lateral é acompanhada de curvaturas adicionais ao nível sagital e horizontal . Segundo Ortner (2003), a curvatura escoliótica é acompanhada das seguintes alterações:
- os corpos vertebrais apresentam um estreitamento em cunha, no ápice da curvatura juntamente com um movimento de rotação e torsão, e uma forma menos oval;
- a arquitetura esponjosa das vértebras encontra-se reforçada esclerotidamente no lado côncavo, enquanto no lado convexo o número de trabéculas ósseas é reduzido.
- nas vértebras torácicas os processos transversos apresentam-se desviados: para a porção posterior no lado côncavo da curvatura e para a porção anterior no lado convexo;
- e no segmento lombar os processos transversos são pequenos e roliços, no lado convexo, e longos e estreitos, no lado côncavo, com os processos espinhosos fletidos para a concavidade.
Refira-se que, nos casos menos graves, os arcos neurais e a articulações intervertebrais diartrodiais apresentam um grau mínimo de deformação, enquanto nos mais graves pode dar-se a anquilose dessas articulações .
Nas costelas também podem ocorrer alterações para que a caixa torácica se adapte à deformação da coluna vertebral. Assim, elas dispersam-se no lado convexo ao mesmo tempo que sofrem uma compressão no lado côncavo, com alterações na localização das articulações costovertebrais (as quais se podem vir a anquilosar) e no ângulo da extremidade vertebral das costelas .
Usualmente, a escoliose começa na infância, com o crescimento longitudinal do esqueleto axial, progredindo até ao início da vida adulta .
As alterações levam a um aumento das dificuldades no exercício físico, lombalgia, insuficiência cardiorrespiratória e a problemas psicossociais .

## Classificação
Existem dois tipos de escoliose, a idiopática (etiologia desconhecida) e a secundária . A idiopática, a mais comum, é classificada de acordo com o momento em que é efetuado o diagnóstico, podendo ser infantil (do nascimento aos três anos), juvenil (dos quatro aos nove anos), adolescente (a mais frequente, dos 10 aos 18 anos, com o sexo feminino mais afetado) ou adulta (mais de 18 anos) . Note-se que a escoliose adulta pode resultar duma progressão da escoliose idiopática do adolescente ou de processos degenerativos assimétricos dos corpos e/ou das facetas articulares . Refira-se que, enquanto a idiopática é mais comum no segmento torácico, a degenerativa é mais frequente no segmento lombar . Ainda em relação à degenerativa há a referir que as frequências são semelhantes entre ambos os sexos e que tem como fatores de risco: osteoporose, pré-existência de escoliose, patologia degenerativa dos corpos vertebrais e instabilidade iatrogénica . Quanto à secundária, pode resultar de desordens congénitas, neuromusculares, tumores, traumas, ou de condições sindrómicas, ou infeciosas, como a tuberculose .
Em relação à escoliose despoletada por alterações congénitas, pode ocorrer devido a defeitos ao nível da notocorda durante a embriogénese, tendo como resultado a formação de uma fissura sagital, parcial ou total, ao nível do corpo vertebral . A vértebra assim resultante é designada em borboleta, sendo que quando esta divisão é assimétrica pode levar à escoliose .
Também podem ocorrer defeitos na mesoderme paraxial, levando à formação de hemivértebras (vértebras em forma de cunha), cujo ápice não ultrapassa o plano médio (ou sagital) da coluna, quando ultrapassa, estas poderão manter-se separadas ou coalescentes levando à escoliose . Quando coalescentes (em bloco), a sua fusão pode ou não ultrapassar o plano médio, levando a escoliose mais ou menos graves, respetivamente . Refira-se que, nestes dois últimos casos, é comum ocorrer a fusão das costelas do lado em que os corpos se encontram fundidos .
Nas vértebras de transição também podem ocorrer alterações congénitas, o atlas por exemplo pode ser incorporado no occipital, ou então pode-se formar uma vértebra a partir do occipital, a qual nunca se chega a separar . Como estes processos podem ser completos, parciais, simétricos ou assimétricos, tais alterações podem levar à escoliose cervical . Também na zona de transição lombar-sagrada, quando se dá a sacralização da quinta vértebra lombar, e quando este processo é assimétrico, pode conduzir a uma escoliose progressiva . Refira-se que a assimetria causada por uma lombarização unilateral e incompleta pode criar sintomatologia semelhante à originada pela sacralização unilateral da quinta vértebra lombar .
A escoliose neuromuscular, apesar da maior parte da literatura médica se focar em pacientes com paralisia cerebral, também se verifica em indivíduos com distrofia muscular de Duchenne e atrofia muscular espinhal . Outras patologias neuromusculares associadas à escoliose são o mielomeningocelo, ataxia de Friedreich e lesões de medula vertebral . Refira-se que um maior envolvimento neurológico está correlacionado com a incidência, severidade e progressão da deformação vertebral .
No que respeita a condições sindrómicas, pode observar-se uma associação da escoliose à neurofibromatose, síndrome de Marfan, síndrome de Rett, síndrome de Prader-Willi, osteogénese imperfeita e síndrome de Ehler-Danlos .
Ângulo de Cobb
Em vista ântero-posterior, são traçadas duas retas: uma sobre a superfície superior do corpo da primeira vértebra (cranial) mais rodada e outra na superfície inferior do corpo da última vértebra (caudal) mais rodada . O ângulo de Cobb é o ângulo interno formado pela interseção destas duas retas.

## Causa
Desconhece-se a causa exata da maior parte dos casos, mas acredita-se que envolva uma combinação de fatores genéticos e ambientais. O fator de risco mais comum são antecedentes familiares. Pode também ocorrer na sequência de outras condições como espasmos musculares, paralisia cerebral, síndrome de Marfan e tumores como neurofibromatose.

## Diagnóstico
O diagnóstico é confirmado com radiografia às costas. A escoliose pode ser classificada como estrutural, em que a curvatura é fixa, ou funcional, em que a estrutura da coluna é normal, mas aparenta ser curvada devido a outra condição, como diferença no comprimento das pernas ou espasmos musculares.

## Tratamento
O tratamento depende do grau, localização e causa da curvatura. As curvaturas de menor grau podem simplesmente ser observadas periodicamente. O tratamento pode consistir em coletes ortopédicos, como o colete de Milwaukee, colete de Cheneau, ou cirurgia.

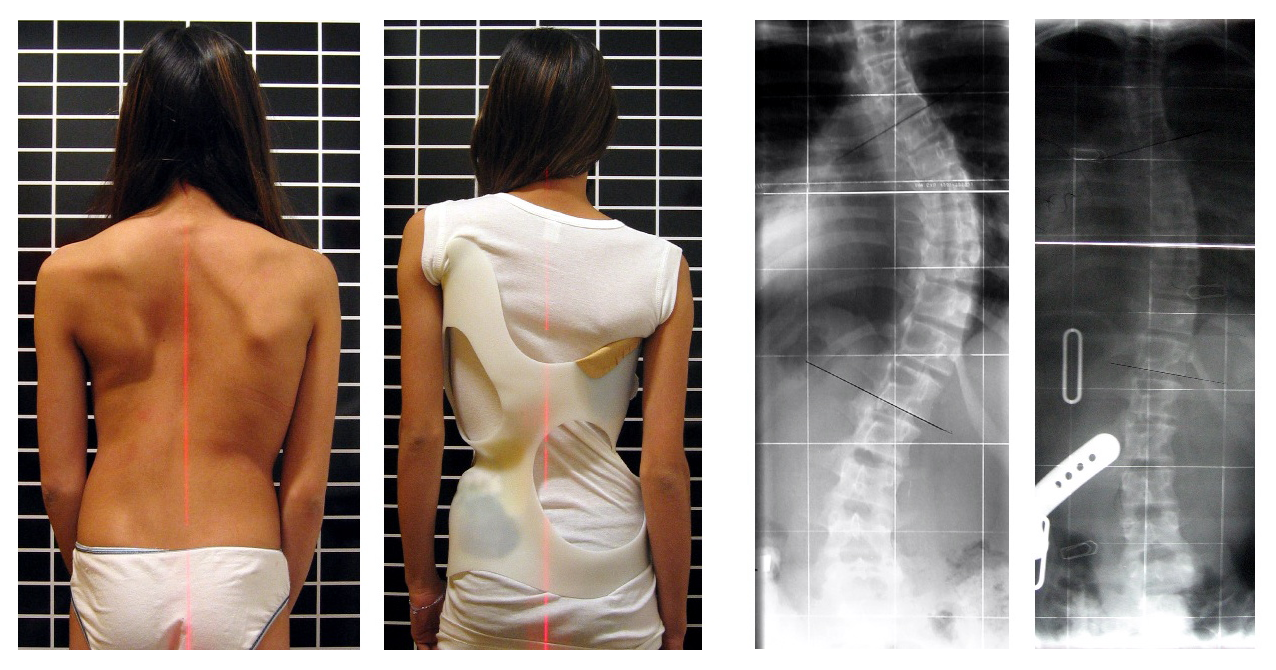
Colete de Cheneau

O corpete deve ser ajustado à pessoa e usado diariamente até que a progressão da doença seja interrompida. Não há evidências científicas que apoiem a eficácia da manipulação quiroprática, suplementos dietéticos ou exercício na prevenção da progressão da doença. No entanto, o exercício físico é ainda assim recomendado devido aos seus outros benefícios para a saúde.

## Epidemiologia
A escoliose afeta cerca de 3% das pessoas. O seu aparecimento é mais comum entre os 10 e 20 anos de idade. Os casos mais graves são mais comuns entre as mulheres.

## História

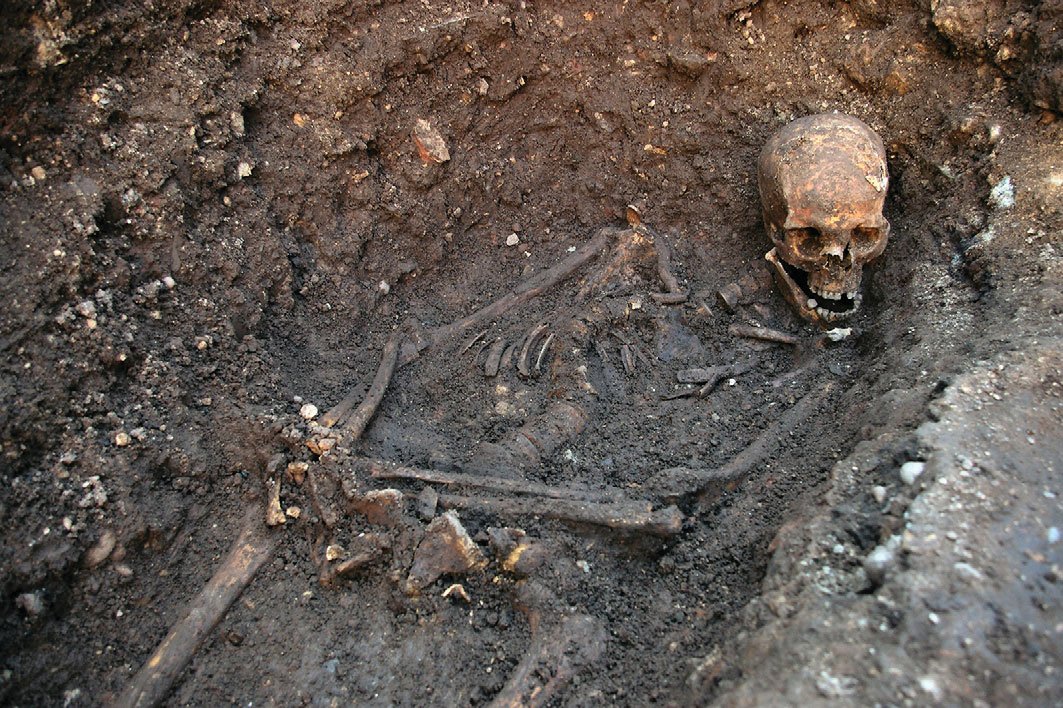
Ricardo III de Inglaterra

O termo tem origem no grego σκολίωσις (skoliosis), que significa "curvatura".
Hipócrates (460-360 aC), considerado como o pai da medicina científica, foi o primeiro a utilizar o termo escoliose, referindo que poderia resultar de abcessos tuberculosos ou das posições que as pessoas tinham na cama . Posteriormente, a escoliose foi descrita por Galeno (130-200 dC), o fundador da fisiologia experimental e da embriologia . Contudo, Hipócrates desde logo sugeriu três métodos para correção das deformações da coluna, a escada, a mesa e o banco :
- O paciente era atado a uma escada e sacudido, com o peso do tronco e das pernas a atuarem como força de tração, esticando assim a coluna vertebral.
- O paciente era colocado sobre uma mesa, pressionando a corcunda com a palma da mão, os pés ou mesmo com o peso do corpo. Caso fosse considerado necessário, era criado um sistema de alavanca, fazendo um orifício na parede onde se introduzia uma extremidade de uma tábua, sob a qual a corcunda era apoiada, pressionando a extremidade oposta. Este procedimento era semelhante ao do banco, mas neste era efetuada uma força mais acentuada sobre a corcunda, através da utilização de uma tábua mais larga.
Durante a Idade Média (400-1000), poucos ou nenhuns avanços se observaram no conhecimento médico sobre a escoliose, sendo que a deformação na coluna vertebral era também atribuída a poderes divinos .
Mais tarde Ambrose Paré (1510-1590), considerado o pai da cirurgia moderna, desenvolveu um espartilho em ferro de modo a endireitar a coluna vertebral, já que este cirurgião considerava que as deformações eram resultado da deslocação da coluna vertebral provocada por más posturas . Refira-se que Paré desde logo sublinhou o facto desta metodologia não apresentar resultados nos casos em que o esqueleto já tinha atingido a maturidade .
Em 1839, Jules Guerin efetuou as primeiras intervenções cirúrgicas para tratamento da escoliose, apesar dos resultados se terem mostrado ineficazes .
Seguidamente, em 1874, Lewis Albert Sayre, o fundador da cirurgia ortopédica nos Estados Unidos , sugeriu o uso de forças de tração (suspendendo o paciente pelo queixo e pelas axilas) em conjunto com um colete em gesso de modo a corrigir as deformações vertebrais.
O maior desenvolvimento dos estudos sobre a escoliose veio em 1895, com a descoberta dos raios-X por parte de Conrad Roentgen , permitindo observar as colunas vertebrais sem recorrer às dissecações . Refira-se que com estes desenvolvimentos foi possível, nos princípios do séc. XX, identificar as etiologias mais comuns à época, a tuberculose e a paralisia associada à poliomielite .
A partir deste momento vários foram os coletes desenvolvidos, com diversos materiais e formas, assim como técnicas cirúrgicas (como o implante de Harrington), tendo sempre em atenção a sua aplicação o mais cedo possível no decurso do crescimento do paciente de modo a obter melhores resultados . Mais recentemente, os grandes avanços da genética permitiram identificar os marcadores da escoliose e assim detetar os casos propensos ao desenvolvimento de escolioses graves, permitindo um tratamento precoce .

## Paleopatologia
Existem alguns casos paleopatológicos de escoliose, identificados quer por vértebras isoladas, quer por colunas vertebrais completas com curvaturas laterais de etiologia diversa. No caso das vértebras isoladas, Pereira (2017) ao estudar os restos humanos da necrópole Medieval Cristã de Mértola (Portugal) do séc. XIV-XVI, identificou um esqueleto de um indivíduo adulto, do sexo masculino, com uma vértebra torácica cujo processo espinhoso apresenta-se desviado, indiciando a existência de uma curvatura da coluna vertebral à direita.
Em relação às colunas vertebrais completas há o caso de um esqueleto de um indivíduo do sexo feminino, com cerca de 40-45 anos de idade à morte e datado dos séc. II-III, exumado de uma necrópole situada na antiga cidade de Helike, na Grécia . O esqueleto apresenta uma assimetria das facetas articulares posteriores da segunda e terceira vértebras cervicais e sacralização assimétrica da quinta vértebra lombar, o que, em conjunto, despoletou a escoliose que causou alterações degenerativas articulares da coluna vertebral .
No Sudão, na necrópole de Kulubnarti (séc. VI-IX), também foi exumado um esqueleto do sexo masculino, com cerca de 20-25 anos de idade à morte, com uma escoliose congénita acentuada (com um ângulo de Cobb de 104°) para o lado esquerdo, da sexta vértebra torácica à primeira lombar . Esta curvatura, causada por uma falha na segmentação posterior e pela presença de vértebras em bloco entre a oitava vértebra torácica e a primeira lombar, encontra-se acompanhada por uma distorção acentuada e rotação das vértebras, produzindo uma cifose secundária . A par destas alterações, observa-se agenesia de metade do arco neural da primeira vértebra cervical e de uma vértebra cervical, falha na segmentação entre várias vértebras torácicas (entre primeira e a segunda, entre a terceira e a quinta e entre a sexta e a sétima) e agenesia do processo estilóide de ambos os ossos temporais . Refira-se que estas alterações despoletaram um conjunto de modificações, assimétricas, no esqueleto pós-raquidiano .
Um outro exemplo vem da necrópole irlandesa de Ballinderry, com uma cronologia situada entre os anos 1439-1511 . Trata-se de um indivíduo adulto do sexo masculino, com assimetria dos seus membros superiores e inferiores, associada a duas curvas escolióticas . O diagnóstico diferencial demonstrou que este indivíduo terá sofrido de paralisia cerebral, com hemiplegia do seu lado direito, um dos raros casos em contextos bioarqueológicos, donde resultou o desenvolvimento de alterações na coluna vertebral, caraterísticas de escoliose .
Um outro caso é a escoliose do rei de Inglaterra, Ricardo III, que governou entre os anos de 1483-1485 e que foi morto numa batalha em 1485 . Teria 30 a 34 anos de idade quando faleceu  e apresenta uma curvatura lateral direita com um ângulo de Cobb de 70°-90°, cujo ápice se encontra ao nível da T8-T9 . Segundo estes autores não se observaram alterações compatíveis com escoliose congénita, paralisia cerebral, síndrome de Marfan ou malformação de Chiari. As alterações da anatomia vertebral poderão ter ocorrido nos últimos de anos de crescimento, o que é compatível com uma escoliose idiopática de adolescente, com início provável aos 10 anos de idade .